# غاو ياو
غاو ياو (بالصينية: 高尧) (مواليد 13 يوليو 1978) هو لاعب كرة قدم. يلعب مع منتخب الصين لكرة القدم. سبق له أن لعب في كأس العالم لكرة القدم مع منتخب بلاده.

## مسيرته الكروية
لعب غاو ياو خلال مسيرته الاحترافية مع نادِ واحدٍ في أحد عشر موسمًا وسجل خلالها 8 أهداف ضمن 150 مباراة. حيث فاز في ثلاثة مواسم بالكأس وفي ثلاثة مواسم بالدوري.
خاض غاو ياو مسيرته مع نادي شاندونغ لونينغ في موسم 1998 ليلعب معه أحد عشر موسمًا، مشاركًا في 150 مباراة سجل خلالها 8 أهداف.

## روابط خارجية
- غاو ياو على موقع قاعدة بيانات كرة القدم.إي يو (الإنجليزية)
- غاو ياو على موقع ناشيونال فوتبول تيمز (الإنجليزية)
- غاو ياو على موقع Soccerway.com (الإنجليزية)
- غاو ياو على موقع عالم كرة القدم.نت (الإنجليزية)